# Gal·lienièl·lids
Els gal·lienièl·lids (Gallieniellidae) són una família d'aranyes araneomorfes. Fou descrita per primera vegada per J. Millot l'any 1947.
Se sospita que els membres d'aquesta família estan especialitzats a caçar formigues. Es pensava que era una família endèmica de Madagascar, però en els anys 80 es van trobar espècies de gal·lienièl·lids en la part meridional de Kenya, el nord-est de l'Argentina, i Austràlia. D'altra banda, l'any 1990, el gènere Drassodella va ser traslladat a la família dels gnafòsids.

## Sistemàtica
Segons el World Spider Catalog amb data de 27 de febrer de 2019 hi ha els següents gèneres:
- Austrachelas Lawrence, 1938 – Sud-àfrica
- Drassodella Hewitt, 1916 – Sud-àfrica
- Gallieniella Millot, 1947 – Madagascar, Illes Comores
- Legendrena Platnick, 1984 – Madagascar
- Galianoella Goloboff, 2000 – Argentina
- Meedo Main, 1987 – Austràlia
- Neato Platnick, 2002 – Austràlia
- Oreo Platnick, 2002 – Austràlia
- Peeto Platnick, 2002 – Austràlia
- Questo Platnick, 2002 – Austràlia

### Superfamília
Els gal·lienièl·lids havien format part dels gnafosoïdeus (Gnaphosoidea), una antiga superfamília formada per set famílies entre les quals calia destacar pel seu nombre d'espècies (any 2006) els gnafòsids (1.975) i els prodidòmids (299). Les aranyes, tradicionalment, havien estat classificades en famílies que van ser agrupades en superfamílies. Quan es van aplicar anàlisis més rigorosos, com la cladística, es va fer evident que la major part de les principals agrupacions utilitzades durant el segle xx no eren compatibles amb les noves dades. Actualment, els llistats d'aranyes, com ara el World Spider Catalog, ja ignoren la classificació de superfamílies.